# Xylopia perrieri
Xylopia perrieri là loài thực vật có hoa thuộc họ Na. Loài này được Diels miêu tả khoa học đầu tiên năm 1925.